# Държавно горско стопанство „Ардино“
Държавно горско стопанство „Ардино“ е обхваща част от Родопите и е в състава на Южноцентрално държавно предприятие – Смолян. Площта му е 20378,5 ha.
От края на ХІХ век до 1939 г. горите в горското стопанство са стопанисвани от Кърджалийското административно лесничейство. От 1 март 1939 г. се обособява „Организация по охрана и стопанисване на горите“, а Ардино става лесничейство. В него влизат горите на 11 общини – Ардино, Бял извор, Върбина, Петково, Давидково, Загражден, Русалско, Боровица, Долно Прахово, Безводно и Ленище. Горите, попадащи в общините Върбина, Петково, Загражден и Безводно. Горите, попадащи в общините Върбина, Петково, Загражден и Безводно по-късно стават част от други горски стопанства. Основната му задача в този период е да се създадат и залесят култури за борба с ерозията. Първите залесявания се провеждат през 1939 г. под ръководството и контрола на службите по горите и лова в Хасково.
Горското стопанство е разположено в област Кърджали и изцяло съвпада с територията на община Ардино. Образувана е от землищата на 54 села, изцяло във водосборния басейн на река Арда.